# Lisa Küppers
Lisa Küppers (* 20. September 1999 in Gelsenkirchen) ist eine deutsche Schauspielerin und Sängerin, die erstmals 2016 durch ihre Teilnahme an der Castingshow Deutschland sucht den Superstar bekannt wurde.

## Leben
Lisa Küppers belegte die Theater-AG des Ernst-Abbe-Gymnasium Oberkochen und leitete von 2014 bis 2017 deren Unterstufengruppe. In der 13. Staffel von Deutschland sucht den Superstar kam sie 2016 in die zweite Runde.
Anschließend bewarb sie sich beim Casting für die Nickelodeon-Jugendserie Spotlight. Dort wurde sie als eine der Hauptrollen besetzt und verkörperte Ruby, eine Schülerin der Berlin School of Arts. Parallel dazu legte sie 2017 ihr Abitur ab. Anschließend besuchte sie die University of Wisconsin, wo sie an einer Theaterproduktion teilnahm.
Im November 2018 eröffnete sie ihren eigenen YouTube-Kanal Lisa Küppers. Im Dezember 2019 eröffnete sie ihren Twitch-Kanal LisaKueppers auf dem sie seit November 2020 unregelmäßig streamt, ihren Zuschauern Einblicke in ihr Leben gewährt und mit Let’s Plays unterhält. 2019 spielte sie eine Nebenrolle im Kinofilm Misfit. 2019 erschien ihre erste Single Herz. 2020 spielte sie bei Kartoffelsalat 3 – Das Musical und der Fernsehserie Unter uns mit.

## Filmografie
- 2016: Deutschland sucht den Superstar (13. Staffel)
- 2016–2020: Spotlight (Fernsehserie, 113 Folgen)
- 2019: Misfit
- 2019: Krass Schule – Die jungen Lehrer (Fernsehserie)
- 2020: Kartoffelsalat 3 – Das Musical
- 2020–2021: Unter uns (Fernsehserie, 8 Folgen)
- 2020: Takeover – Voll Vertauscht
- 2020–2022: Das Internat (Webserie)
- 2021: Schloss Einstein (Fernsehserie, 1 Folge)
- 2024: Die Passion (Fernsehsendung)
- 2024: Ein Fall für Zwei (Fernsehserie, 1 Folge)

## Diskografie

### Parodien
- 2019: Sweet but Psycho – Ava Max
- 2019: Nur ein Tanz – Pietro Lombardi
- 2019: Me! – Taylor Swift & Brendon Urie

### Eigene Songs
- 2019: Herz
- 2019: Schöner als du bist
- 2020: Echo
- 2021: Dir egal